# رز صحرا

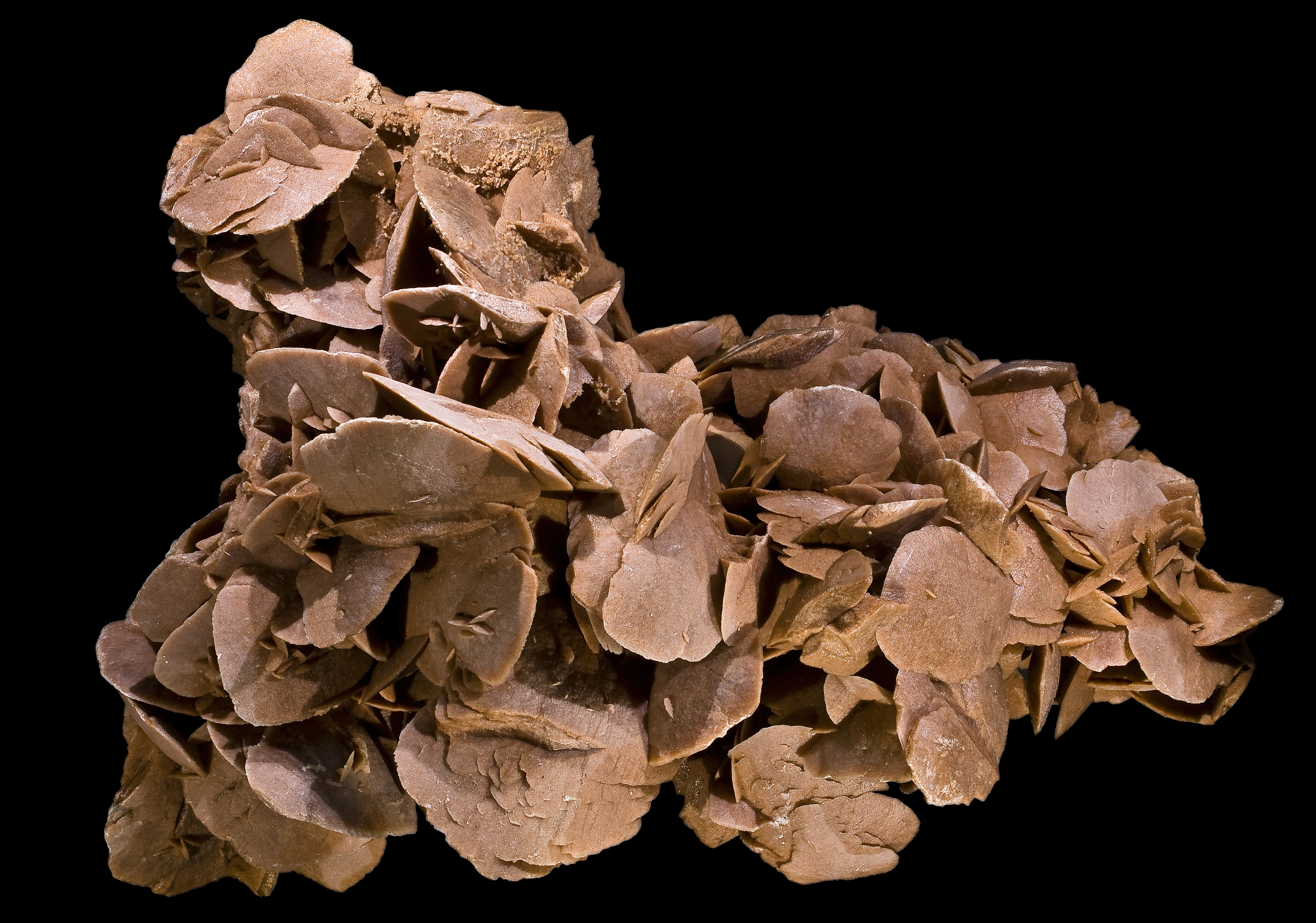
گل رز صحرایی واقع در صحرای تونس (طول ۴۷ سانتی‌متر)

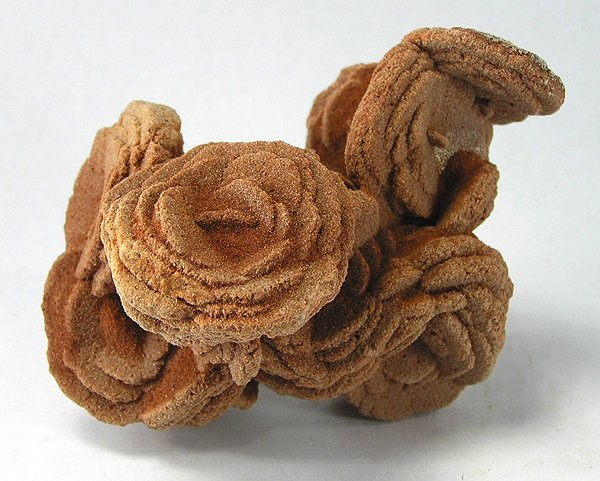
گل رز باریت از شهرستان کلیولند، اوکلاهاما (اندازه: 10.2 x 7.1 x ۵٫۵ سانتی‌متر)

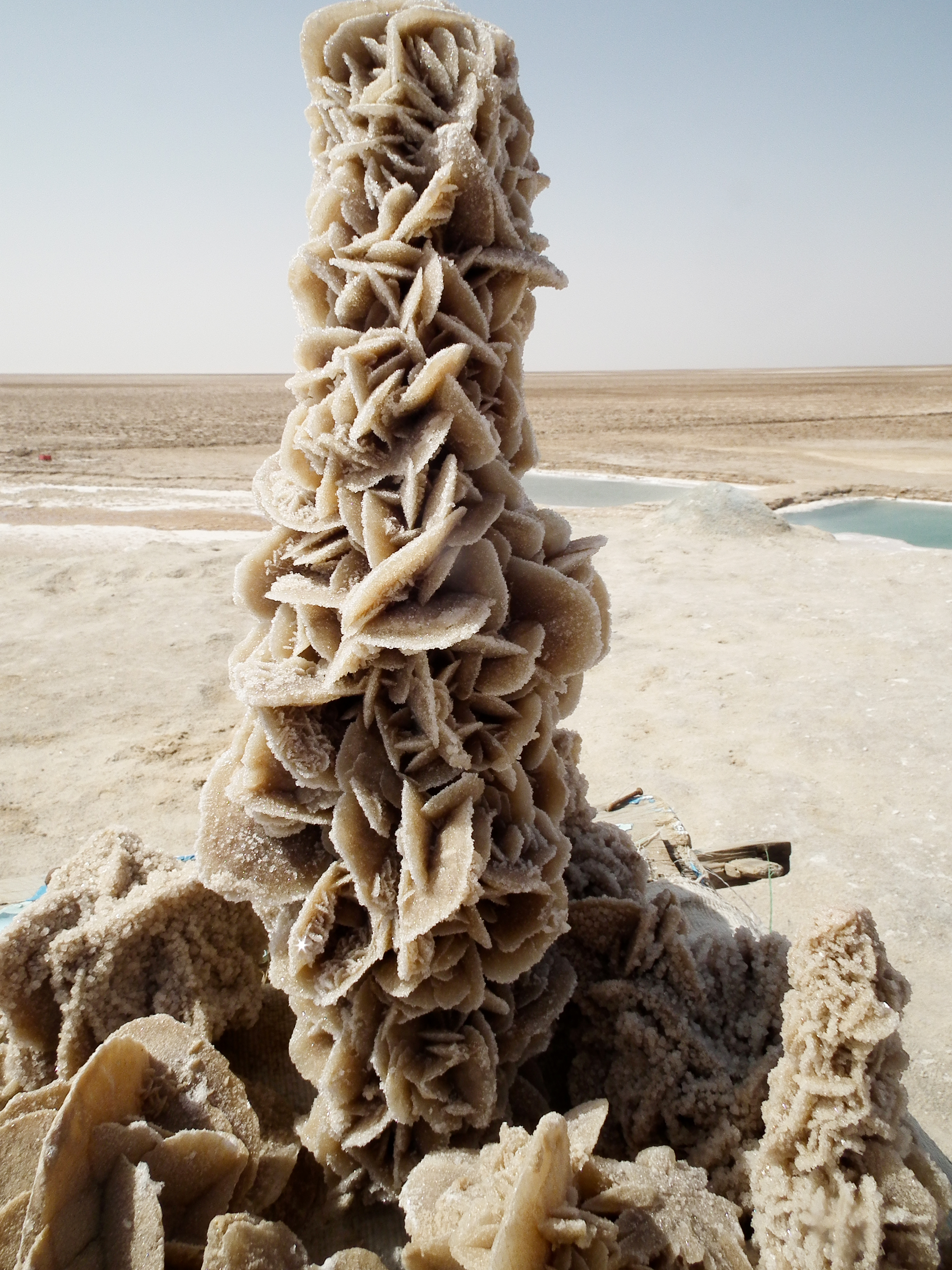
تشکیل گل رز صحرایی بزرگ در بیابانهای تونس

رز صحرا شکل پیچیده‌ای شبیه گل رز با گلبرگ‌های کریستالی از گچ یا باریت است که تشکیل‌شده از دانه‌های شن فراوان می‌باشد. «گلبرگ‌ها» کریستال‌هایی هستند که حول یک محور به‌صورت خوشه‌های براق باز شده‌اند.
عادت کریستالی رزها زمانی رخ می‌دهد که کریستال‌ها در شرایط شنی خشک شکل می‌گیرند، مانند تبخیر یک حوضه نمک کم عمق. کریستال‌ها آرایه‌ای دایره‌ای از صفحات مسطح را تشکیل می‌دهند که شکلی شبیه به شکوفه گل رز به سنگ می‌دهند. رزهای گچی معمولاً لبه‌های مشخص‌تر و تیزتری نسبت به رزهای باریت دارند. سلستین و سایر مواد معدنی تبخیری تیغه‌ای نیز ممکن است خوشه‌های رز مانند را تشکیل دهند. آنها می‌توانند به صورت یک شکوفه رز مانند یا به صورت دسته‌هایی از شکوفه‌ها ظاهر شوند که قطر آنها معمولاً از اندازه نخود تا ۴ اینچ (۱۰ سانتیمتر) متغیر است.

## اندازه

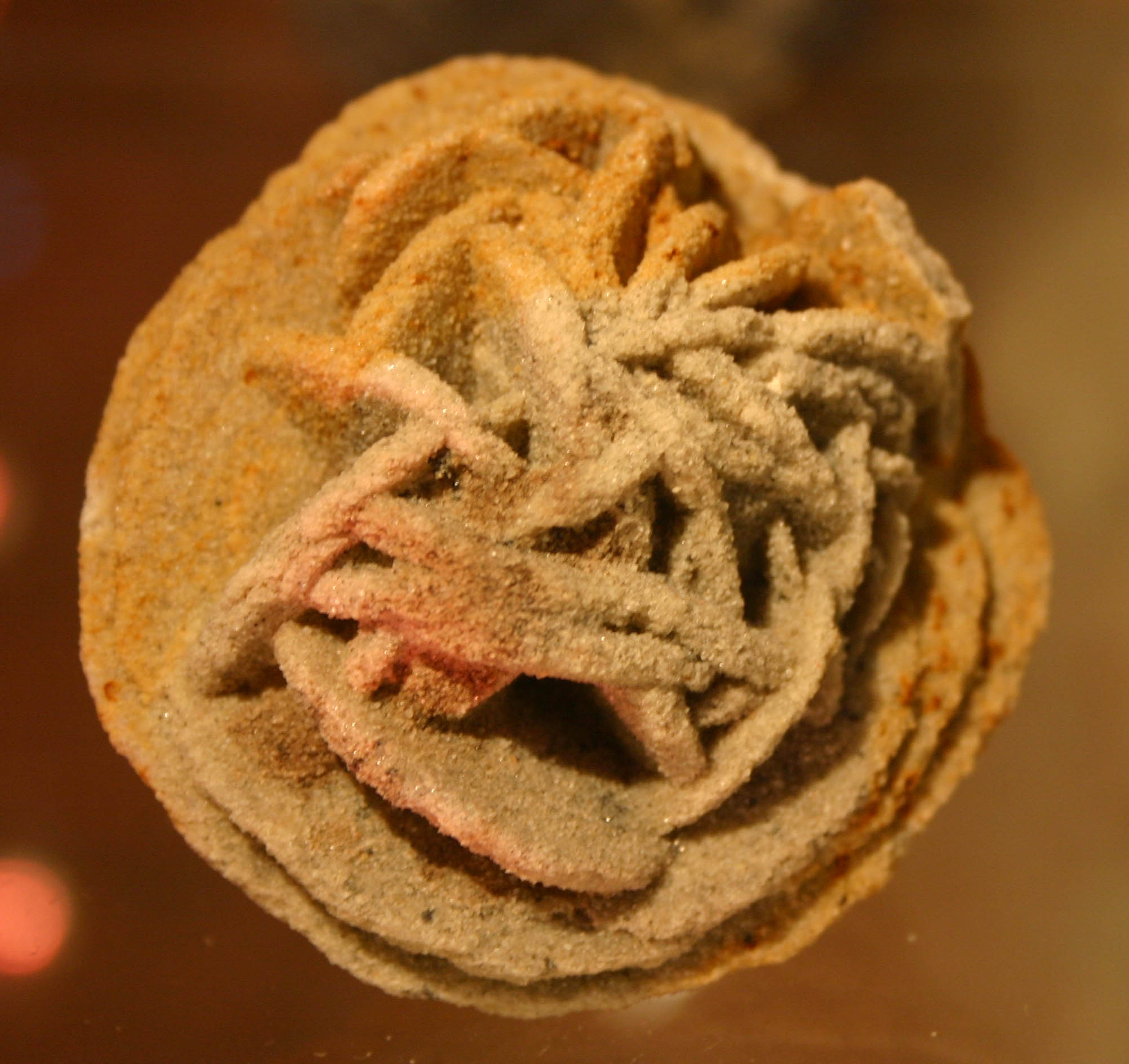
رز صحرا

اندازه قطر متوسط سنگ‌های رز از ۰٫۵ اینچ (۱٫۳ سانتیمتر) تا ۴ اینچ (۱۰ سانتیمتر) است. بزرگ‌ترین رز صحرایی ثبت شده توسط سازمان زمین‌شناسی اوکلاهما ۱۷ اینچ (۴۳ سانتیمتر) بود و ۱۰ اینچ (۲۵ سانتیمتر) ارتفاع، وزن ۱۲۵ پوند (۵۷ کیلوگرم) می‌باشد. خوشه‌های سنگ‌های رز تا ۳۹ اینچ (۹۹ سانتیمتر) ارتفاع و وزن بیش از ۱٬۰۰۰ پوند (۴۵۴ کیلوگرم) پیدا شده‌است.